# ارمنستان در مسابقه آواز یوروویژن نوجوانان ۲۰۱۷
ارمنستان در مسابقه آواز یوروویژن نوجوانان ۲۰۱۷ که در ۲۶ نوامبر ۲۰۱۷ در تفلیس، گرجستان برگزار شد، شرکت کرد. پخش‌کننده ارمنستانی تلویزیون عمومی ارمنستان (ARMTV) مسئول سازماندهی نمایندگی این کشور در مسابقه بود. میشائل گریگوریان، معروف به میشا، در ۱۸ ژوئیه ۲۰۱۷ به‌طور داخلی به‌عنوان نماینده ارمنستان انتخاب شد. آهنگ او برای این مسابقه، «بومرنگ»، در ۲۳ اکتبر ۲۰۱۷ منتشر شد.

## پیشینه
قبل از مسابقه ۲۰۱۶، ارمنستان از سال ۲۰۰۷ و از اولین حضورش در این مسابقات، ۹ بار در مسابقات آواز یوروویژن نوجوانان شرکت کرده بود، که بهترین نتیجه‌اش در سال ۲۰۱۰ بود که با آهنگ «Mama»، اجرا شده توسط ولادیمیر آرزومانیان، برنده شد. ارمنستان همچنین مسابقه آواز یوروویژن نوجوانان ۲۰۱۱ را در پایتخت ارمنستان، ایروان، برگزار کرد.

## قبل از یوروویژن نوجوانان
صدا و سیمای ارمنستان در تاریخ ۱۸ ژوئیه ۲۰۱۷ اعلام کرد که نماینده ارمنستان در مسابقه یوروویژن نوجوانان ۲۰۱۷، میخائیل گریگوریان خواهد بود. اثر او برای این مسابقه در گرجستان، بومرنگ، در تاریخ ۲۳ اکتبر ۲۰۱۷ همراه با ویدیوی موسیقی رسمی آن به عموم معرفی شد.

## اطلاعات هنرمند و آهنگ

### میخائیل گریگوریان
میخائیل گریگوریان (متولد ۴ مه ۲۰۰۸ در جمهوری آرتساخ) یک خواننده نوجوان ارمنی است. مادرش معلم موسیقی در یک مهدکودک محلی است و پدرش رهبر ارکستر ارتش جمهوری آرتساخ می‌باشد.
او در مدرسه اِن۳ استپاناکرت تحصیل کرده است و حرفه موسیقی خود را از سن ۴ سالگی آغاز کرد. سپس با لیرا کوچاریان، بنیان‌گذار و مدیر گروه موسیقی «آوازهای آرتساخ» آشنا شد، که در نهایت به تهیه‌کننده او تبدیل شد و میشا به عضوی از گروه تبدیل شد و با حرفه‌ای‌های موسیقی همکاری کرد.
پس از آن، او شروع به شرکت در مسابقات بین‌المللی کرد و جوایز زیادی را کسب نمود. در سال ۲۰۱۶، او در نسخه نوجوانان موج جدید با آهنگ «پوگریگ کاراباخ‌تسی» شرکت کرد و مقام دوم را کسب کرد و مورد توجه هیئت داوران قرار گرفت.

### Boomerang
بومرنگ یک آهنگ از خواننده نوجوان ارمنی میخائیل گریگوریان است. این آهنگ نماینده ارمنستان در مسابقه یوروویژن نوجوانان ۲۰۱۷ بود و مقام ششم را کسب کرد.

## در یوروویژن نوجوانان
در مراسم افتتاحیه و قرعه‌کشی ترتیب اجرای کشورها که هر دو در تاریخ ۲۰ نوامبر ۲۰۱۷ برگزار شدند، ارمنستان برای اجرای چهارم در تاریخ ۲۶ نوامبر ۲۰۱۷ انتخاب شد (پس از هلند و پیش از بلاروس).

#### رأی‌گیری
سیستم رأی‌دهی که در دوره ۲۰۱۷ معرفی شد، در این دوره استفاده شد، به‌طوری‌که نتایج از ۵۰٪ رأی‌گیری آنلاین و ۵۰٪ رأی‌گیری هیئت داوران تعیین می‌شد. هر کشور یک هیئت داوران ملی داشت که شامل سه نفر از حرفه‌ای‌های صنعت موسیقی و دو نوجوان بین ۱۰ تا ۱۵ سال بود که شهروند کشور خود بودند. رتبه‌بندی این داوران ترکیب شد تا ده رتبه برتر کلی به‌دست آید.
رأی‌گیری آنلاین شامل دو مرحله بود. مرحله اول رأی‌گیری آنلاین در تاریخ ۲۲ نوامبر ۲۰۱۹ آغاز شد، زمانی که یک بازبینی از تمام اجراهای تمرینی در وب‌سایت مسابقه Junioreurovision.tv نمایش داده شد و پس از آن بینندگان می‌توانستند رأی دهند. پس از این، رأی‌دهندگان همچنین این گزینه را داشتند که کلیپ‌های یک دقیقه‌ای طولانی‌تری از هر اجرای تمرینی شرکت‌کنندگان مشاهده کنند. این مرحله اول رأی‌گیری در تاریخ ۲۴ نوامبر ساعت ۱۵:۵۹ به‌وقت محلی پایان یافت. مرحله دوم رأی‌گیری آنلاین در طول نمایش زنده برگزار شد و درست پس از آخرین اجرا آغاز شد و به مدت ۱۵ دقیقه باز بود. بینندگان بین‌المللی قادر بودند برای حداقل سه و حداکثر پنج آهنگ رأی دهند. آنها همچنین می‌توانستند برای آهنگ کشور خود رأی دهند. سپس این رأی‌ها به امتیازهایی تبدیل می‌شد که بر اساس درصد رأی‌های دریافتی تعیین می‌شد. به‌عنوان مثال، اگر یک آهنگ ۱۰٪ از رأی‌ها را دریافت می‌کرد، ۱۰٪ از امتیازات موجود را دریافت می‌کرد.
| امتیاز                                      | کشور                                          |
| ------------------------------------------- | --------------------------------------------- |
| ۱۲ امتیاز                                   | قبرس                                          |
| ۱۰ امتیاز                                   | - آلبانی - گرجستان - لهستان - روسیه - اوکراین |
| ۸ امتیاز                                    | - بلاروس - پرتغال                             |
| ۷ امتیاز                                    | مالت                                          |
| ۶ امتیاز                                    |                                               |
| ۵ امتیاز                                    |                                               |
| ۴ امتیاز                                    |                                               |
| ۳ امتیاز                                    | استرالیا                                      |
| ۲ امتیاز                                    | - مقدونیه شمالی - صربستان                     |
| ۱ امتیاز                                    |                                               |
| ارمنستان ۵۶ امتیاز از رأی آنلاین دریافت کرد |                                               |

| امتیاز    | کشور          |
| --------- | ------------- |
| ۱۲ امتیاز | گرجستان       |
| ۱۰ امتیاز | هلند          |
| ۸ امتیاز  | اوکراین       |
| ۷ امتیاز  | بلاروس        |
| ۶ امتیاز  | لهستان        |
| ۵ امتیاز  | استرالیا      |
| ۴ امتیاز  | روسیه         |
| ۳ امتیاز  | مقدونیه شمالی |
| ۲ امتیاز  | پرتغال        |
| ۱ امتیاز  | قبرس          |

#### نتایج تفصیلی رأی‌دهی
| رتبه | کشور          | داور A | داور B | داور C | داور D | داور E | رتبه میانگین | امتیاز اعطا شده |
| ---- | ------------- | ------ | ------ | ------ | ------ | ------ | ------------ | --------------- |
| ۰۱   | قبرس          | ۸      | ۱۲     | ۱۱     | ۴      | ۱۵     | ۱۰           | ۱               |
| ۰۲   | لهستان        | ۵      | ۳      | ۳      | ۱۱     | ۵      | ۵            | ۶               |
| ۰۳   | هلند          | ۳      | ۲      | ۴      | ۲      | ۳      | ۲            | ۱۰              |
| ۰۴   | ارمنستان      |        |        |        |        |        |              |                 |
| ۰۵   | بلاروس        | ۴      | ۵      | ۶      | ۵      | ۴      | ۴            | ۷               |
| ۰۶   | پرتغال        | ۱۴     | ۷      | ۹      | ۸      | ۱۰     | ۹            | ۲               |
| ۰۷   | جمهوری ایرلند | ۱۰     | ۱۳     | ۱۵     | ۱۲     | ۹      | ۱۳           |                 |
| ۰۸   | مقدونیه شمالی | ۹      | ۹      | ۱۰     | ۶      | ۸      | ۸            | ۳               |
| ۰۹   | گرجستان       | ۱      | ۱      | ۱      | ۱      | ۱      | ۱            | ۱۲              |
| ۱۰   | آلبانی        | ۱۵     | ۱۴     | ۱۴     | ۱۴     | ۱۳     | ۱۵           |                 |
| ۱۱   | اوکراین       | ۲      | ۱۰     | ۲      | ۳      | ۲      | ۳            | ۸               |
| ۱۲   | مالت          | ۱۱     | ۵      | ۵      | ۶      |        |              |                 |
| ۰۳   | هلند          | ۳      | ۲      | ۴      | ۲      | ۳      | ۲            | ۱۰              |
| ۰۴   | ارمنستان      |        |        |        |        |        |              |                 |
| ۰۵   | بلاروس        | ۴      | ۵      | ۶      | ۵      | ۴      | ۴            | ۷               |
| ۰۶   | پرتغال        | ۱۴     | ۷      | ۹      | ۸      | ۱۰     | ۹            | ۲               |
| ۰۷   | جمهوری ایرلند | ۱۰     | ۱۳     | ۱۵     | ۱۲     | ۹      | ۱۳           |                 |
| ۰۸   | مقدونیه شمالی | ۹      | ۹      | ۱۰     | ۶      | ۸      | ۸            | ۳               |
| ۰۹   | گرجستان       | ۱      | ۱      | ۱      | ۱      | ۱      | ۱            | ۱۲              |
| ۱۰   | آلبانی        | ۱۵     | ۱۴     | ۱۴     | ۱۴     | ۱۳     | ۱۵           |                 |
| ۱۱   | اوکراین       | ۲      | ۱۰     | ۲      | ۳      | ۲      | ۳            | ۸               |
| ۱۲   | مالت          | ۱۱     | ۱۵     | ۱۳     | ۹      | ۱۱     | ۱۴           |                 |
| ۱۳   | روسیه         | ۷      | ۸      | ۷      | ۷      | ۷      | ۷            | ۴               |
| ۱۴   | صربستان       | ۱۲     | ۱۱     | ۸      | ۱۳     | ۱۲     | ۱۱           |                 |
| ۱۵   | استرالیا      | ۶      | ۶      | ۵      | ۱۰     | ۶      | ۶            | ۵               |
| ۱۶   | ایتالیا       | ۱۳     | ۴      | ۱۲     | ۱۵     | ۱۴     | ۱۲           |                 |